# Szentgyörgy utca
A marosvásárhelyi Szentgyörgy utca (románul: Strada Revoluției) a Rózsák tere (Főtér) északi sarkából indul északkeleti irányba. A 16. században alakult ki, mai épületeinek legtöbbje a 18–19. századból származik. A 20. század második felében több részre osztották (Lenin utca, Köztársaság tér, November 7. utca), a régi épületek egy részét lebontották és tömbházakat építettek helyettük.

## Története
A 15. század végéig a Maros egyik mellékága folyt itt, magába gyűjtve a domboldalakról lefolyó patakok vizeit. 1936-ban egy ásatáskor egy vízimalom maradványaira bukkantak, mely valószínűleg a 15. század közepéről származott. A 15–16. századok fordulóján a vizeket elterelték, a Szentgyörgy utca pedig legkésőbb a 16. század közepére alakult ki, bár régi favázas épületei nem állták ki az idők viszontagságait. 1623-ban egy tűzvész 57 házat pusztított el az utcában.
Mivel ez az utca vezet Marosszentgyörgy felé, neve több évszázadon keresztül Szentgyörgy utca (a város északnyugati fertálya pedig Szentgyörgy negyed) volt; legelőször 1553-ban említik ezen a néven. A Zrínyi térnél (ma Piața Mărășești) található kiszélesedése 1887-ben kapta a Szentgyörgy tér nevet. A Szentgyörgy utca eredetileg a jelenlegi Székely Vértanúk utcájának kereszteződéséig tartott, itt volt a vámház. Az utca Főtér közeli részén egykoron gabonapiacok voltak, a Szentgyörgy téren egy ideig ócskapiac és deszkapiac, a város kijáratánál pedig barompiac.
1914-ben II. Vilmos császár út névre keresztelték, a román hatalomátvétel után neve Strada Sf. Gheorghe lett. A második bécsi döntés után rövid időre visszakapta a II. Vilmos nevet, 1941-től Horthy Miklós út, 1944-től ismét Szentgyörgy utca. A kommunizmus alatt több részre osztották, az épületeket átszámozták. A Főtértől a Szentgyörgy térig tartó szakasznak Strada Lenin lett a hivatalos neve, a Szentgyörgy tér Piața Republicii (Köztársaság tér) lett, az ezen túli szakasz pedig Strada 7 Noiembrie. Ez utóbbit a város terjeszkedésével, 1957-ben meghosszabbították, lebontották a régi épületeket, és zsúfolt tömbháznegyedet építettek. 1990-től a román elnevezések Strada Revoluției, Piața Republicii, valamint Strada 22 Decembrie.

## Leírása
Délnyugat–északkelet irányú, 1,6 kilométer hosszú, kétirányú utca. Az alábbi listában a házszámok a jelenlegi számozást jelölik.

### Északnyugati házsor
- 1. Köpeczi–Teleki-ház, a város legrégibb fennmaradt polgári épülete, és egykoron legnagyobb és legszebb lakóháza. 1554-ben építtette Köpeczi Nagy Tamás, az erdélyi kincstári jövedelmek bérlője. Az évek során többször gazdát cserélt; 1756-ban Teleki László gróf vásárolta meg, és barokk stílusban átalakíttatta. A 19. század elején Teleki József ismét átépíttette, itt rendezte be könyvtárát, és itt nyitotta meg a város első múzeumát. Később kaszinó majd bank működött itt, földszintjén ma üzletek vannak.[5]
- 5. Méder szálló. A díszes, kétszintes épület a 19. század második felében épült a helyi Iparos Egylet székházaként; a földszinten étterem és az Abbázia kávéház, az emeleten az egylet gyűlésterme, az utcai épületszárnyban szálloda működött. A kommunista államosítás után homlokzatának klasszicista díszeit leverték, az épületet később a katonai sportklub használta. A 21. század elején elhagyatottan áll.[6][7]
- 7. Az egykori katolikus leánybentlakás, 1908-ban nyitották meg a szomszédos épületben működő Sancta Maria leányiskola tanulói számára.[8]
- 9. Művészeti Líceum. A háromszintes épületet 1890–1892 között építették a Sancta Maria Római Katolikus Leányiskola (Zárda) számára (korábban a lányok a plébánia iskolájában, majd a Lábas-házban tanultak). 1949-ben a kommunisták megszüntették a szerzetesrendeket és a vallásos nevelést, az épületbe az 1908-ban létesült Művészeti Líceumot költöztették.[8]
- 13. Holbach-ház, kétszintes, eklektikus, 19. századi épület.[9]
- 31. Bernády György lakóháza. Az eklektikus stílusú, Radó Sándor tervezte épületet 1912–1913 között emeltette Bernády György, aki haláláig itt lakott. Falán ma emléktábla áll.[10]
- 33. Petky-ház. Barokk-empire stílusban épült a 19. században a Petky család számára, földszintjén boltozatos szobák, emeletén szalonok voltak. Az államosítás után a mellette álló kórházhoz csatolták.[8]
- 35. 2-es számú belgyógyászati klinika. A marosvásárhelyi betegápolás több évszázados múltra tekint vissza; 1812-ben itt létesítették Erdély első polgári közkórházát. A Szentgyörgy utcai 16 szobás, 80 ágyas kórházat 1853-ban nyitották meg Knöpfler Vilmos kezdeményezésére. 1879-ben kibővítették. A kommunista államosítás után hozzácsatolták a szomszédos Petky-házat, homlokzatának klasszicizáló díszítését leverték.[11]
- 45. Makariás Walles-ház. 1770 körül építtette Makariás Walles József kereskedő; akkoriban a város egyik legszebb és legértékesebb lakóházának számított. 1773-ban itt szállt meg II. József. A 19. században a református egyházközség vásárolta meg, és leánybentlakásként használta. Jelenlegi neobarokk kinézetét egy 1896-os tűzvész utáni újjáépítéskor nyerte el.[12]
- 47. Soós Pál lakóháza. A 19. század végén épült Soós Pál városi építőmester számára.[13]
- 51. Izrael-sarok, 1900 körül épült szecessziós stílusban, de az átépítések következményeként mára elvesztette díszítését.[13]

### Délkeleti házsor
- A Szentgyörgy utca és a Főtér sarkán áll a Görög-ház. A 18. században földszintesnek épült házat 1827–1828 között két emelettel toldották meg; akkoriban ez volt a város egyik legmagasabb épülete. 1849-ben itt szállt meg Petőfi Sándor. A 19. század második felében takarékpénztár székhelye volt, jelenleg a Román Hadsereg használja.[14]
- 2. 1-es számú postahivatal, népszerű nevén Nagyposta. 1911-ben emelték, mint a város legelső postaépületét (korábban a városi posta a Transzilvánia Szálló egyik szárnyában működött), Radó Sándor tervei alapján. Távírdának és telefonközpontnak is helyet adott, napjainkban is postahivatalként működik.[15][16]
- 4. Petráskó-ház. Már a 19. század elején létezett ez a díszes homlokzatú, kétszintes ház, melyet a nemes Petráskó család birtokolt. 1848–49-ben itt volt a nemzetőrség őrtanyája.[17] Az államosítás után díszítését leverték.
- 6. Református lelkészi lakás. 1775-ben építették, mint a Vártemplom lelkészi lakását. 1868–1884 között itt lakott Tolnai Lajos. Itt őrizték Bernády György hagyatékát (könyvtár, bútorok, személyes tárgyak),[18] melyekkel 2006-ban a Kultúrpalotában Bernády-emlékszobát rendeztek be.[19]
- 8. Az egykori református leánygimnázium épülete, szintén 1775-ben épült. A tanítás 1848-ig folyt, az abszolutizmus alatt szünetelt, majd 1867-ben újraszerveződött. Innen vált ki 1908-ban a Felsőtagozatos Leányiskola, mely 1913-ban új helyére, a jelenlegi Papiu Főgimnázium épületébe költözött. A régi épületben továbbra is működő négyosztályos iskolát 1948-ban megszüntették, az épületet különböző tanintézmények és egyesületek (közöttük a Maros Művészegyüttes) használták. 1999-ben visszaszolgáltatták az egyháznak.[8][18]
- Rákóczi-lépcső.
- Petry Látványműhely és Múzeum, a Szentgyörgy utca és a Rákóczi-lépcsőhöz vezető utca sarkán.
- 14. Jenei-ház, gazdagon díszített barokk stílusú, 19. századi épület.[9]

### A Szentgyörgy tér
- 6. Petelei István szülőháza (a domboldalban, az utcafronti ház mögött). Az utcafronti ház falán emléktábla áll.[13]
- 10. Sámson-udvar. 1900 körül épült, teherfuvarozási vállalat majd kenyérgyár működött itt.[13]

## Műemlékek
A Szentgyörgy utca Főtér felőli részét műemlék épületegyüttesként tartják nyilván; ezen kívül öt egyéni épület is műemlék.
| Házszám    | Kép | Megnevezés             | Építés dátuma | Műemlék kódja   |
| ---------- | --- | ---------------------- | ------------- | --------------- |
| 1–49, 2–48 |     | Szentgyörgy utca része | 18–19. század | MS-II-a-A-15457 |
| 1          |     | Köpeczi–Teleki-ház     | 1554, 1756    | MS-II-m-A-15532 |
| 9          |     | Művészeti Líceum       | 1890          | MS-II-m-B-15533 |
| 33         |     | Petky-ház              | 19. század    | MS-II-m-B-15535 |
| 35         |     | Régi városi kórház     | 1853          | MS-II-m-B-15536 |
| 45         |     | Makariás Walles-ház    | 1770          | MS-II-m-B-15537 |